# Dasytrogus diurnus
Dasytrogus diurnus är en skalbaggsart som beskrevs av Nikolajev 2004. Dasytrogus diurnus ingår i släktet Dasytrogus och familjen Melolonthidae. Inga underarter finns listade i Catalogue of Life.